# الدائرة الانتخابية الثالثة (الكويت)
الدائرة الانتخابية الثالثة، هي إحدى الدوائر الانتخابية التابعة لانتخابات مجلس الأمة الكويتي. عدد الناخبين في هذه الدائرة 63 الف ناخب في 2009 .

## تضم المناطق التالية
- قرطبة
- كيفان
- الروضة
- العديلية
- الجابرية
- السرة
- الخالدية
- اليرموك
- أبرق خيطان
- خيطان الجديدة
- السلام
- الصديق
- حطين
- الشهداء
- الزهراء